# 鸡嗜眼吸虫
鸡嗜眼吸虫（学名：Philophthalmus gralli）为嗜眼科嗜眼属的动物。在中国大陆，分布于广东、福建、江苏等地等地，营寄生生活，终末宿主鸡、火鸡、鸭、鹅、寄生在瞬膜以及结膜囊。